# Sabine Matejka
Sabine Matejka (* 28. April 1974 in Wien, Österreich) ist eine österreichische Juristin. Von November 2017 bis August 2023 war sie Präsidentin der Vereinigung der österreichischen Richterinnen und Richter. Seit September 2021 ist sie Vize-Präsidentin der Internationalen Richtervereinigung (IAJ) und Mitglied des Präsidiums der Europäischen Richtervereinigung (EAJ).

## Leben
Sabine Matejka begann nach der Matura zunächst ein Studium der Anglistik und der Geschichte, daneben war sie als Reiseleiterin tätig. Ein Studium der Rechtswissenschaften schloss sie als Magistra ab. Nach dem Gerichtsjahr war sie ab 2000 am Center of Legal Competence (CLC) tätig, das die Weiterentwicklung rechtsstaatlicher Strukturen in Mittel- und Osteuropa unterstützte.
2004 erhielt sie eine Stelle bei Gericht als Richteramtsanwärterin, seit 2008 ist sie Richterin. Sie war am Bezirksgericht Wien-Leopoldstadt mit Zivil-, Wohn- und Mietrechtsfällen beschäftigt, sowie als Familienrichterin. Seit Juni 2019 ist sie Vorsteherin des Bezirksgericht Floridsdorf. 
Seit 2012 ist sie in der Richtervereinigung, deren Vizepräsidentin sie im November 2013 wurde, tätig. Seit 2013 ist sie zudem österreichische Delegierte in der europäischen und der Internationalen Richtervereinigung. Am 23. November 2017 wurde sie als Nachfolgerin von Werner Zinkl zur Präsidentin der Vereinigung der österreichischen Richterinnen und Richter gewählt. Im November 2021 wurde sie in dieser Funktion bestätigt.
Neben Verena Madner und dem oberösterreichischen Landtagsdirektor Wolfgang Steiner wurde sie im Dezember 2021 in den Vorstand der Österreichischen Juristenkommission (ÖJK) kooptiert.
Von einer Kommission wurde sie Ende 2022 als Präsidentin des Bundesverwaltungsgerichts (BVwG) ausgewählt. Im August 2023 legte sie ihre Funktion als Präsidentin der Richtervereinigung zurück. Als Grund dafür gab sie die nicht entschiedene Besetzung der Spitze des Bundesverwaltungsgerichts an. Mit 1. September folgte ihr in der RiV der bisherige Vizepräsident Gernot Kanduth nach.
Zum Präsidenten des Bundesverwaltungsgerichts wurde im Jänner 2024 der drittgereihte Kandidat Christian Filzwieser bestellt, Matejka brachte im Juni 2024 eine Sachverhaltsdarstellung bzw. einen Antrag auf Prüfung der Verletzung des Gleichbehandlungsgebotes bei der Bundes-Gleichbehandlungskommission ein.